# Cepheuptychia doris
Cepheuptychia doris är en fjärilsart som beskrevs av Pieter Cramer 1775. Cepheuptychia doris ingår i släktet Cepheuptychia och familjen praktfjärilar. Inga underarter finns listade i Catalogue of Life.